# 形成外科学
形成外科学（けいせいげかがく、英語: plastic surgery）とは、体表面に生じた組織の異常・変形・欠損などの機能的および形態的改善を目的とした外科学の一分野。体表面を対象にするために全身が施術対象となっており、他の外科と重なる領域もある。外傷へだけでなく、乳房再建やケロイド治療なども行う。混同されやすいが、整形外科は骨格系・筋肉・神経系からなる「運動器」の機能的改善を目指す外科領域である。具体的には、整形外科は背骨や骨盤、四肢を主な治療対象としている。形成外科の英語における「プラスチック」という語は「形を変える」という概念に関連しており、ギリシャ語のπλαστική (τέχνη)、plastikē ( tekhnē )、「柔軟な肉を形作る技術」に由来している 。

## 歴史
近代の形成外科の発達は戦争に起因する。第一次世界大戦は戦車と戦闘機の出現に代表される、それまでの戦争とは違って機械化された戦争であり、死傷者数・死傷率とも飛躍的に増加した。とりわけ大型の大砲と榴弾の出現と機関銃の多用によって防御側優位となり、弾幕を避けるために塹壕を掘り進めながら戦う「塹壕戦」が主流となった。塹壕は兵士の体を防御したが顔面は露出したままだったため、顔面の損傷は著しいものとなった。
西部戦線に配属されたイギリス軍の軍医、ハロルド･ギリス（en:Harold Gillies）は戦傷の状況を直接把握し、顔面創傷の問題点をいち早く認識した。ギリスはイギリス本国に戻った後、軍病院に専用病棟を設置し、専門の治療を開始した。患者は彼の予測をはるかに上回り、世界で初めて専用の病院を設けるまでにいたり、イギリス連邦の外科医を動員・組織して最終的に5000人にも及ぶ患者の治療に当たった。それまで顔面創傷は他の傷と同様に縫合するだけだったが、縫縮によるだけでなく癒える過程で収縮し顔面の変形を生じさせるものだった。イギリスの組織は顔面をできるだけ元の形に復元すべく皮膚移植法等様々な方法を開発し、形成外科を確立することとなった。これによりギリスは近代形成外科の父とよばれる。
最近では再生医療技術を戦傷に応用する研究が開始されることとなった。

## 対象疾患
代表的なものは以下のとおり。
- 新鮮熱傷（やけど）
  - 小範囲熱傷
  - 広範囲熱傷
  - 電気熱傷（電撃傷）
  - 化学熱傷
  - 凍傷
- 顔面骨骨折、顔面軟部組織損傷
  - 顔面骨折
  - 顔面神経損傷
  - 涙小管損傷
- 唇裂、口蓋裂
  - 唇裂
  - 顎裂
  - 口蓋裂
- 手、足の先天異常、損傷
  - 切断指再接着
  - 合指症
  - 多指症
  - 裂手症
- その他の先天異常（主に奇形が体表面の醜状を主訴とするもの）
  - 漏斗胸
  - 頭蓋骨早期癒合症
  - 顔面裂
  - 小耳症
  - 副耳
  - 外性器形成異常
  - 包茎
- 母斑、および良性腫瘍
  - 母斑細胞性母斑
  - 血管腫、血管奇形
  - 脂肪腫
  - 粉瘤腫
  - 結節腫
  - 太田母斑
  - 脂腺母斑
  - 副乳
- 悪性腫瘍とそれに関連する再建
  - 皮膚癌全般および中胚葉由来の軟部組織肉腫
  - 頭頚部再建
  - 乳房再建
- 外傷などによる皮膚異常
  - 瘢痕拘縮（はんこんこうしゅく）
  - 肥厚性瘢痕
  - ケロイド
  - 外傷性刺青
- 褥瘡（じょくそう）、難治性潰瘍
  - 褥瘡
  - 難治性潰瘍
- その他
  - 性別適合手術
  - 禿髪（とくはつ）
  - 腋臭症
  - 眼瞼下垂
  - 陥没乳頭
  - 臍ヘルニア
  - 陥入爪

## 手技
- 縫縮
- 植皮（皮膚移植）
- 皮弁
- 組織伸展法（英語版）
- 顕微鏡手術（英語版、ドイツ語版、フランス語版）
- レーザー治療
- デブリードマン
- 湿潤療法
- 形成外科的縫合法[6]